# CYCLADES
CYCLADES var ett franskt datornätverk som skapades i början av 1970-talet i forskningssyfte. Det var ett av de banbrytande nätverk som experimenterade med paketförmedling, och det utvecklades för att utforska alternativ till ARPANET-designen. Nätverket stödde allmän lokal nätverksforskning.
CYCLADES-nätverket var det första nätverket som gjorde värdarna ansvariga för tillförlitlig leverans av data, i stället för att det skulle vara en centraliserad tjänst av nätverket själv. Datagrammen utbyttes på nätverket med hjälp av transportprotokoll som inte garanterar tillförlitlig leverans. CYCLADES använde sig dock av end-to-end-principen, som förenklade nätverksformgivningen, minskade nätverksfördröjningen och reducerade möjligheterna till enpunktsfel. Erfarenheten av dessa idéer spelade en stor roll i utformningen av huvudfunktionerna i ARPANET-projektets Internetprotokoll.
Nätverket sponsrades av den franska regeringen genom Institut de Recherche en lnformatique et en Automatique (IRIA), det nationella forskningslaboratoriet för datavetenskap i Frankrike, numera känt som INRIA, som fungerade som samordningsorgan. Flera franska datortillverkare, forskningsinstitut och universitet bidrog med viktiga insatser. Louis Pouzin var formgivaren bakom CYCLADES.